# Svarttjärnen (Undersåkers socken, Jämtland, 702958-137860)
Svarttjärnen är en sjö i Åre kommun i Jämtland och ingår i Indalsälvens huvudavrinningsområde.